# Obliquichthys maryannae
Obliquichthys maryannae és una espècie de peix de la família dels tripterígids i de l'ordre dels perciformes.

## Morfologia
- Els mascles poden assolir 5,9 cm de longitud total.[3][4]

## Hàbitat
És un peix marí, de clima temperat i associat als esculls de corall que viu entre 1-50 m de fondària.

## Distribució geogràfica
Es troba a Nova Zelanda.

## Observacions
És inofensiu per als humans.